# Voivodato di Chełmno
Il voivodato di Chełmno (in polacco: Województwo Chełmińskie) è stato un'unità di divisione amministrativa e governo locale del Regno di Polonia dal 1454-1466 fino alla spartizione della Polonia degli anni 1772-1795. Insieme al voivodato della Pomerania e al voivodato di Malbork formava la provincia storica della Prussia Reale.

## Dati
Sede del governatore del voivodato (Wojewoda): 
- Chełmno

Consiglio generale (sejmik generalny): 
- Grudziądz

Consigli regionali (sejmik poselski i deputacki):
- Kowalewo
- Radzyń

## Geografia antropica

### Suddivisioni amministrative
- Terra di Chełmno, (Ziemia Chełmińska), Chełmno
  - Contea di Chełmno (Powiat Chełmiński), Chełmno
  - Contea di Toruń (Powiat Toruński), Toruń
  - Contea di Grudziądz (Powiat Grudziądzki), Grudziądz
  - Contea di Radzyń  (Powiat Radzyński), Radzyń
  - Conte a di Kowalewo(Powiat Kowalewski), Kowalewo
- Terra di Michałowo (Ziemia Michałowska), Michałowo
  - Contea di Brodnica (Powiat Brodnicki), Brodnica
  - Contea di Nowe Miasto (Powiat Nowomiejki), Nowe Miasto Lubawskie